# Bonellia fruticulosa
Bonellia fruticulosa är en viveväxtart som beskrevs av Lepper och J.E.Gut. Bonellia fruticulosa ingår i släktet Bonellia och familjen viveväxter. Inga underarter finns listade i Catalogue of Life.